# Mirbelia ramulosa
Mirbelia ramulosa là một loài thực vật có hoa trong họ Đậu. Loài này được (Benth.) C.A.Gardner miêu tả khoa học đầu tiên.